# Кирилів Антон Степанович
Антон Степанович Кирилів (нар. 1878 — † п. після 1953 р.), юрист, громадський та політичний діяч, четар інтендатури НКГА.

## Життєпис
Народився в м. Сторожинець на Буковині (тепер Чернівецької обл.) в сім՚ї ремісника. З 1890/1891 по 1898/1899 навчальні рр. навчався в Чернівецькій державній гімназії, де в 1901 р. склав матуральні іспити. Студіював право на Чернівецькому університеті в 1901—1908 рр., 31.07.1908 р. отримав абсолюторіум, провчившись 13 семестрів та склавши всі іспити. В 1902 р. отримував стипендію в сумі 240 корон річно, яку призначила йому Чернівецька громадська рада з коштів фундації Стефанії і Кароліни Самборських. Член товариства українських студентів «Січ» в Чернівцях, утвореного внаслідок злиття товариств «Союз» та «Молода Україна», член правління «Січі» з 25.03.1903 р. В 1907 р. отримував стипендію в сумі 210 корон річно, яку призначав крайовий уряд для студента української національності. З 12.1907 р. неодноразово обирався членом правління, а членом ревізійної комісії та членом мирового суду академічного товариства для допомоги хворим та надання стипендій студентам. Кандидат прав, в 1913 р. судовий аскультант в Чернівцях. В Чернівцях мешкав за адресою вул. Лігоцького,1. Під час війни був промований доктором права.
Служив в 22-му полку піхоти ландштурму, будучи  іменованим рахунковим практикантом з 01.03.1915 р., а з 01.11.1918 р. рахунковим акцесістом у Львові. Після розвалу Австро-Угорської монархії став на службу в українську армію як рахунковий практикант УГА у Львові.  Іменований 01.01.1919 р. Радою Державних Секретарів ЗУНР хорунжим-інтендантом рахунково-провірочного відділу Начальної Команди Українських Військ. Іменований 01.03.1919 р. Державним Секретаріатом Військових Справ четарем інтендатури УГА. Після повернення на Буковину працював адвокатом в Чернівцях. Чільний діяч українського громадського та політичного руху на Буковині. Обраний головою товариства «Українська Школа» в Чернівцях на загальних зборах 01.09.1929 р., керував товариством аж до його ліквідації більшовиками в 06.1941 р. В 1930 р. зумів за сприяння Української Національної Партії домогтися від румунського уряду дозволу на викладання української мови в українських громадах Чернівецького і Сторожинецького повітів та в 5-ти школах м. Чернівців; цей дозвіл було скасовано наступним урядом в 1931 р. Організатор курсів української мови для дітей в Чернівцях, Садгорі та інших місцевостях Буковини, які часто мусіли маскуватися під курси для неграмотних через тотальну заборону румунської влади викладати українську мову навіть приватно. Був одним і ініціаторів видання та беззмінним відповідальним редактором часопису для дітей «Українська ластівка», який видавало товариство «Українська школа» в 1933—1938 рр. Довголітній член товариства «Український Народний Дім» в Чернівцях, член надзорчої комісії товариства. Останній офіційний список членів товариства «Український Народний Дім» в Чернівцях, укладений 15.06.1943 р., говорить про доктора А. Кириліва як про адвоката в Чернівцях, румунського громадянина українського етнічного походження.
Член-засновник та чільний діяч Української Національної Партії Румунії (президент В. Залозецький). Учасник всіх Конгресів УНП, на конгресі УНП в Чернівцях 18.11.1928 р. обраний членом вужчої екзекутиви партії. З 1928 р. депутат Чернівецької повітової ради, на засіданні якої 01.03.1929 р. разом з іншими українськими депутатами склав протест проти не заведення української викладової мови в народних школах та відмовився голосувати за бюджет. На повітових виборах 05.02.1930 р. обраний депутатом повітової ради Чернівецького повіту по спільному списку від УНП та націонал-цараністичної партії. Очолював самостійний виборчий список УНП в Чернівецькому повіті на виборах до повітових раз 04.12.1932 р., за яким було обрано перших 14 кандидатів. В 03.1930 р. від імені УНП підписав разом з А. Завадою виборчий пакт з націонал-цараністичною партією, за яким до списку кандидатів в міські депутати від урядової партії внесено 4 українських кандидати. На виборах 16.03.1930 р. обраний міським радником громадської ради м Чернівців від УНП разом з А. Завадою та М. Левицькою. Обраний віце-президентом громадської ради Чернівців на її установчому засіданні 24.07.1930 р. На виборах до румунського сенату в 12.1933 р. висунутий кандидатом в сенатори від УНП (в блоці з опозицяйною радикольно-цараністичною партією Юніяна і Стери) по Чернівецькому повіті, однак безуспішно. На нараді в Українському Народному Домі в Чернівцях 07.08.1933 р. обраний головою комітету для підготовки протибільшовицького протесту та допомоги голодним на Україні, який вирішив влаштувати панахиди в православних і греко-католицьких цервах за жертвами голоду в Україні та провести протестаційне віче в Чернівцях.  В складі депутації від УНР (В. Залозецький, Ю. Сердинюк, А. Кирилів, А. Завада, О. Купчанко, М. Гарас) в 06.1934 р. вручили президентові Румунії Г. Татареску королівському намісникові меморіал з національними та економічними вимогами буковинських українців.
В 10.1935 р. голова «Українського Допомогового Комітету для Бессарабії в Чернівцях», який провів організовану акцію по всіх повітах Буковини та передав зібране збіжжя, харчі та велику суму грошей потребуючим українцям Бессарабії. Як один зі свідків української сторони на судовому процесі проти редактора часопису «Самостійна думка» Івана Григоровича в 06.1937 року відкрито заявляв про тотальну румунізацію українського шкільництва та переслідування будь-якої української діяльності на Буковині. Був одним з повноважних представників релігійних, культурних та просвітніх установ Буковини й Бессарабії, які 14.02.1939 р. передали королівському намісникові Сучавської області Ґеорґові Флондорові меморіал з домаганнями буковинських та бессарабських українців. Правний дорадник «Допомогового комітету», заснованого в 05.1939 р. з метою надавати допомогу харчами та медикаментами раненим та втікачам з Карпатської України.
В 06.1940 р. залишився в Чернівцях, перебуваючи під більшовицькою окупацією до 07.1941 р. Брав участь у демонстративних вшануваннях буковинських корифеїв новою владою, зокрема в багатолюдному мітингу на могилі Ю. Федьковича за участю О. Корнійчука на початку 07.1940 р. Влітку 1941 р. разом з іншими провідними українськими діячами (В. Дутчак, М. Гарас, А. Кирилів, М. Джулиба, С. Кравчук, В. Гузар, Д. Бендак) увійшов до складу Української Національної Ради Буковини, яка домагалася від німецьких державних установ включення Північної Буковини та Північної Бессарабії до складу майбутньої української держави. В 04.1942 р. належав до групи українських інтелектуалів Буковини, які намагалися заснувати в Чернівцях нову політичну організацію на засадах львівської «Національної Ради» А. Лівицького. За часів другої румунської окупації перебував під постійним наглядом сиґуранци (політичної поліції) як український націоналіст, будучи внесеним сиґуранцою до списку особливо небезпечних українських іредентистів.
Після другого приходу більшовиків працював бібліографом Чернівецького університету з 29.09.1944 р. Арештований 16.01.1945 р. на підставі постанови УНКДБ Чернівецької обл. від 16.01.1945 р. за звинуваченням в членстві в ОУН Північної Буковини, веденні націоналістичної агітації, проведенні вербовки в ОУН. 11.01.1945 р. за аналогічними звинуваченнями було заарештовано І. Карбулицького, справу якого 20.03.1945 р. було об'єднано з справою А. Кириліва. Обоє мали стати головними звинуваченими на запланованому політичному судовому процесі проти буковинських керівників ОУН, якими НКДБ призначило А. Кириліва та І. Карбулицького. Слідство у справі було завершене 27.04.1945 р., у спільному обвинувальному висновку, зокрема, А. Кириліву інкримінувалося:
- Членство в УНП з 1926 р., проведення активної націоналістичної діяльності.;
- Проведення антирадянсько-націоналістичної діяльності в якості голови «Українського допомогового комітету» в 1933 р.;
- В 1938 р., будучи разом з іншими членами УНП учасником підпільного проводу ОУН, займався обробкою людей в антирадянському націоналістичному дусі і особисто завербував для керівництва районною підпільною роботою ОУН 49 осіб.;
- В 1939 р. брав участь в складанні антирадянсько-наклепницького листа, який був післаний  румунському королю з проханням прийняти членів УНП в фашистську партію «Фронт національного відродження».;
- Мав зв'язок з біло-емігрантом Макогоном і за його завданням проводив націоналістичну діяльність;
- На день арешту зберігав у себе антирадянську націоналістичну і фашистську літературу і фашистські націоналістичні знаки.
Під тиском слідчих  НКВС А. Кирилів повністю визнав пред՚явлені йому звинувачення, давши покази щодо участі в неіснуючій «Макогонівській» ОУН  І. Карбулицького та 49 інших учасників українського громадського руху на Буковині. 14.05.1945 р. справу № 491 по звинуваченню Кириліва А. С. та Карбулицького І. І. переслано в Відділ «А» НКДБ УРСР в Києві для направлення на розгляд Особливої Наради при НКВС СРСР, де вона перебувала майже рік. Особлива Нарада при НКВС СРСР 27.03.1946 р. засудила І. Кириліва та  І. Карбулицького «за участь в антирадянській організації українських націоналістів» на 8 р. виправно-трудових таборів з конфіскацією майна на підставі ст. 54-1 «а» та 54-11 КК УРСР за зраду Батьківщини у складі контрреволюційної організації. Особлива Нарада ствердила, що А. Кирилів (68 р.) «за станом здоров'я придатний до легкої фізичної праці», так само, як і І. Карбулицький (66 р.). Обох засуджених 28.05.1946 р. етаповано на Львівський пересильний пункт. Майно А. Кириліва на загальну суму 15253 крб. було вилучено і передане по актах від 21.05.1946 р. на зберігання Міськпромторгу для реалізації. Ув'язнення відбував в Пісчанському таборі МВС СРСР. Дружина Августа (1890 р. н.) померла невдовзі після арешту чоловіка. Звільнений з ув՚язнення 10.01.1953 р., був направлений в будинок інвалідів, де доживав віку через відсутність родичів. Дата й місце смерті та поховання невідомі.
Реабілітований Президією Чернівецького обласного суду з поверненням конфіскованого майна 12.04.1990 р.

## Джерело
- Архів УСБУ по Чернівецькій обл. Справа П-4691 по звинуваченню Кирилова Антона Степановича та Карбулицького Іларіона Івановича у злочинах, передбачених ст. ст. 54-1 «а» та 54-11 КК УРСР.
- Володимир Старик. Кирилів Антон Степанович // Західно-Українська Народна Республіка 1918—1923. Енциклопедія: До 100-річчя утворення Західно-Української Народної Республіки. Т. 2: 3 — О.Івано-Франківськ: Манускрипт-Львів, 2019. 832с. — С. 197—199.

## Фотографії

Кирилів Антон 1933